# Tourrettia
Tourrettia é um género botânico pertencente à família Bignoniaceae.

## Sinonímia
Medica

### Espécies
- Tourretia lappacea
- Tourretia scaber
- Tourretia volubilis